# Progonos Sgouros
Progonos Sgouros (en grec : Πρόγονος Σγουρός) est un chef militaire byzantin de la fin du XIIIe siècle. Il a le rang de grand hétériarque et construit l'église de la Vierge Peribleptos à Ohrid, connue plus tard sous le nom d'église Saint-Clément après la mort de Clément d'Ohrid. Il a aussi fait des donations à l'église Saint-Nicolas de Thessalonique au XIVe siècle.
Il est considéré comme étant un parent de l'empereur Andronic II Paléologue du fait de son mariage avec Eudocie qui est liée à la famille d'Andronic. Du fait de cette union, il devient un gambros de l'empereur. À la suite de la bataille de Bapheus en 1302, il tente de stopper l'avance ottomane en Asie Mineure en 1304. Cependant, il est vaincu près de Kaitokia. Cette défaite entraîne la chute de la ville de Belokomis dont les habitants ont soutenu Sgouros.